# Glutamina
A Glutamina é um dos aminoácidos codificados pelo código genético, sendo portanto um dos componentes das proteínas dos seres vivos.
A glutamina é o aminoácido livre e é mais abundante no tecido muscular. Além de atuar como nutriente (energético) para as células imunológicas, a glutamina apresenta uma importante função anabólica promovendo o crescimento muscular. Este efeito pode estar associado à sua capacidade de captar água para o meio intracelular, o que estimula assim a síntese protéica.
Glutamina é um aminoácido não essencial,  sintetizado a partir das necessidades corporais sendo a forma mais abundante de aminoácido encontrada no corpo. Sua síntese é feita a partir do ácido glutâmico (a glutamina é a amida do ácido glutâmico), valina e isoleucina (Bill Philip, 1997). O metabolismo da glutamina acontece através de uma única reação catalisada por duas enzimas. A glutamina sintetase catalisa a síntese de glutamina fazendo a interação de glutamato e amônia, e a glutaminase faz a reação inversa. A direção e os valores destas reações é que vão determinar se o tecido é consumidor ou produtor de glutamina. A quantidade de enzima é um fator determinante da produção e consumição, como por exemplo os músculos esqueléticos que são considerados produtores pois possuem pouca glutaminase (Rowbottom, 1996 e Walsh, 1998). Sua síntese acontece primariamente nos músculos, mas também nos pulmões, fígado, cérebro e possivelmente no tecido adiposo (Rowbottom, 1996). Os rins, células do sistema imune e tracto gastrointestinal consomem-na enquanto o fígado é o único órgão que tanto consome como produz. Sob algumas condições, como uma reduzida oferta de carboidratos, o fígado pode se tornar um consumidor de glutamina (Walsh, 1998 e Rowbottom, 1996). É importante citar que em alguns estados corporais como o estresse, ferimentos, desgastes e etc., alguns órgãos corporais necessitam de uma demanda muito maior de glutamina, o que pode não ser possível apenas pela síntese corporal. Partindo desse ponto percebe-se, em alguns casos, a necessidade de administrar doses extras de glutamina.

## Funções
A glutamina exerce funções muito importantes para o corpo, que são: (a) manutenção do sistema imunológico; (b) equilíbrio do balanço ácido/básico durante estado de acidose; (c) possível reguladora da síntese e da degradação de proteínas; (d) controle do volume celular; (e) desintoxicação corporal do nitrogênio e da amônia; (f) controle entre o catabolismo e anabolismo; (g) no combate à síndrome do overtraining (OTS); (h) precursor de nitrogênio para a síntese de nucleotídeos.
Duas particularidades importantes da glutamina são a sua capacidade de promover uma liberação extra de hormônios e a presença de dois radicais amina em sua cadeia carbônica (Bill Phillips, 1997).
Para alguns nutricionistas, a glutamina não é considerada como "não essencial" devido a sua grande importância tanto para a síntese dos demais aminoácidos quanto para a manutenção da homeostase de vários tecidos durante estados catabólicos (Rowbottom, 1996; Bill Phillips, 1997; Walsh, 1998).

### Síntese de aminoácidos
A síntese dos aminoácidos se dá devido a capacidade da glutamina de doar um radical amina de sua cadeia para a formação de outros aminoácidos. Assim, a glutamina possui um papel importante na gliconeogênese ao participar do ciclo alanina-glicose. No músculo, o ácido pirúvico recebe um radical amina do ácido glutâmico (derivado da glutamina) e formará a alanina que por sua vez será transportada para o fígado onde após sua desaminação (perda de NH2), produzirá glicose (McArdle, 1998).

### Controle do pH sanguíneo
O controle do balanço ácido/ básico é importante para que o pH sangüíneo varie somente entre 7.35 e 7.45 e é executado pela glutamina de várias formas. Além de fornecer a nutrição adequada dos rins para promover a liberação de H+, ela atua diretamente nesse processo. A quebra de glutamina nos túbulos distais é um caminho primário para se aumentar a quantidade de amônia renal. O H+ em excesso não é capaz de ser excretado sozinho pela urina, então ele se junta a amônia formando um íon de amônia que em combinação com um ânion, geralmente o clorídrico, pode ser excretado pela urina. A outra maneira seria o aumento na produção de íons bicarbonato pela oxidação dos carbonos das cadeias de glutamina. O bicarbonato seria lançado para a corrente sanguínea e tamponaria o H+ excedente (Rowbotton, 1996).
Referente à síntese muscular (anabolismo) a glutamina atua fazendo o transporte do nitrogênio para a formação de grande parte dos aminoácidos corporais. Além disto, ela atua como precursora de nitrogênio para a formação de nucleotídeos, atuando na sua formação.

### Glutamina e Sistema Imune
Após atividades físicas de grande estresse, a quantidade de células fagocitárias do sistema imune fica muito diminuída podendo predispor atletas a infecções oportunistas. Supõem-se que a glutamina ajude a controlar esse desequilíbrio. A glutamina é usada como energia pelas células do sistema imune para formação de anticorpos e, durante o período de ataque de corpos patogênicos (estranhos), é utilizada como combustível direto para as células do sistema imune se duplicarem (Robottom, 1996). Ela também atua indiretamente na duplicação das células do sistema imune através da síntese de nucleotídeos. Seguindo o pensamento anterior da produção de RNA e DNA, o aumento de nucleotídeos aumenta a possibilidade de duplicação do DNA intranuclear, o que facilita a divisão celular (Guyton 1989), proporcionando uma eficiente duplicação das células fagocitárias ante ao perigo iminente. Bill Phillips (1997) chegou a propor uma suplementação de RNA junto com glutamina (que é um precursor de RNA). Estudos mostraram que a suplementação de RNA aumentou a função imunológica, especialmente em pacientes com alto estresse metabólico (Bill Philip, 1997). O potencial de fagocitose das células imunes é bem maior quando o nível de glutamina plasmática está normal (Walsch, 1998). Os linfócitos possuem alta atividade da enzima glutaminase e baixa da glutamina sintetase, isto faz com que as células do sistema imunológico dependam da glutamina plasmática para seu metabolismo. Assim, uma queda no nível plasmático de glutamina, como em exercícios prolongados, poderia causar uma baixa na função imune, uma comprometida resposta aos perigos imunológicos e um alto risco de infecção (Rowbotton, 1996).
Voltando à glutamina, chegamos no ponto que talvez mais interesse aos atletas, sua função como minimizadora dos efeitos da síndrome do overtrainning (OTS). O que é a OTS? Ela pode ser definida como uma fadiga prolongada presente após atividades muito rigorosas, períodos de treinos muito pesados e descansos insuficientes ou incompletos, levando a uma incidência maior de infecções nesses períodos. Testes onde se comparou a concentração de glutamina plasmática em dois grupos, um com os sintomas da síndrome e o outro sem os mesmos, apresentou síndrome, 503 micromol/L,  e 550 micromol/L sem a síndrome. Essa maior incidência de infecções relacionada com a diminuição nos níveis de glutamina plasmáticos tem relação com uma queda na imunidade e a translocação de vírus e bactérias no intestino. Com relação ao intestino chegou-se a conclusão de que um nível mais adequado de glutamina fará a manutenção da integridade da barreira física do intestino impedindo invasões de bactérias e vírus. O trato gastrointestinal é reconhecido como um dos maiores consumidores de glutamina, contabilizando 40 % de toda glutamina utilizada pelo corpo. Já com relação a baixa na imunidade, um teste feito por NIEMAN, buscava verificar quanto tempo após a atividade esse nível de células fagocitárias (Natural Killer) voltaria ao normal. Chegou-se a conclusão de que após 30 minutos isso aconteceria, o que não ocorre com os níveis de glutamina podendo demorar mais de 7 horas.(falta fonte)
Recentemente, mudanças na taxa de oxidação de glutamina após o exercício, vêm sendo ligadas às mudanças na circulação das células NK (Rowbotton, 1996). Essa relação feita da OTS com a queda nos níveis de glutamina surgiu posteriormente aos testes que concluíram que durante a atividade de endurance esses níveis tinham um pico acompanhado por uma queda na reserva de glutamina muscular, e após a mesma ocorria uma diminuição brusca que perdurava por várias horas. Isso corrobora os trabalhos que colocavam uma maior demanda de glutamina exercida por órgãos corporais como o fígado, os rins, pâncreas, intestino e etc., durante as atividades fazendo sua remoção dos músculos, cérebro e pulmões (Rowbotton, 1996 e Walsh, 1998).

### Desintoxicação de nitrogênio
A desintoxicação corporal do nitrogênio é feita a partir do carreamento exercido pela glutamina desse nitrogênio livre até o fígado onde será transformado em uréia e depois excretado na urina, impedindo que venha a formar a amônia. O corpo necessita de nitrogênio mas esse nitrogênio livre poderá formar amônia, que é tóxico para o corpo, principalmente para os tecidos cerebrais (Rowbottom, 1996 e Balch & Balch, 1997).